# The Big Come Up
The Big Come Up — дебютный студийный альбом американской блюзовой группы The Black Keys, выпущенный в 2002 году на лейбле Alive Records.

## Об альбоме
Весь альбом был записан в подвале у Патрика Карни на старый кассетный магнитофон 80-х.
Песня «I’ll Be Your Man» была использована как тема для сериала Hung на HBO. Композиция She Said, She Said — кавер-версия одноимённой песни группы The Beatles из их альбома 1966 года — «Revolver».

## Список композиций
Слова и музыка всех песен — Dan Auerbach и Patrick Carney, кроме отмеченных.
| №   | Название                     | Авторы                                                | Длительность |
| --- | ---------------------------- | ----------------------------------------------------- | ------------ |
| 1.  | «Busted»                     | Р. Л. Бернсайд (оригинальное название «Skinny Woman») | 2:33         |
| 2.  | «Do the Rump»                | Джуниор Кимбро                                        | 2:37         |
| 3.  | «I'll Be Your Man»           |                                                       | 2:20         |
| 4.  | «Countdown»                  |                                                       | 2:38         |
| 5.  | «The Breaks»                 |                                                       | 3:02         |
| 6.  | «Run Me Down»                | МакКинли Морганфилд                                   | 2:27         |
| 7.  | «Leavin' Trunk»              | традиционная                                          | 3:00         |
| 8.  | «Heavy Soul»                 |                                                       | 2:08         |
| 9.  | «She Said, She Said»         | Джон Леннон, Пол МакКартни                            | 2:32         |
| 10. | «Them Eyes»                  |                                                       | 2:23         |
| 11. | «Yearnin'»                   |                                                       | 1:58         |
| 12. | «Brooklyn Bound»             |                                                       | 3:11         |
| 13. | «240 Years Before Your Time» |                                                       | 3:20         |

## Участники записи
- Дэн Ауэрбах — гитара, вокал
- Патрик Карни — перкуссия, ударные, производство
- Патрик Бойселл — дизайн обложки
- Роберт Крамер — дизайн обложки, фотография
- Дэйв Шульц — художник